# Německá expedice do Tibetu (1939)

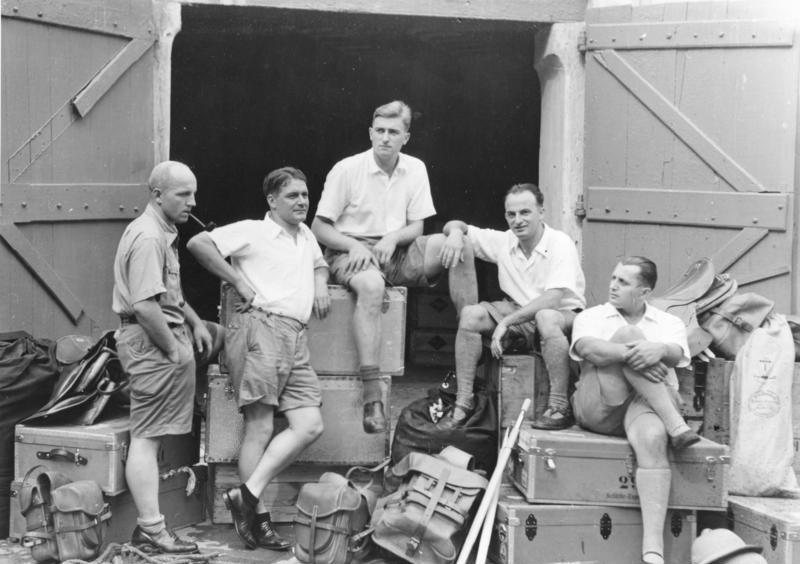
Členové expedice v Kalkatě. Zleva: Karl Wienert, Ernst Schäfer, Bruno Beger, Ernst Krause a Edmund Geer (1938)

Německá expedice do Tibetu, známá i jako tibetská expedice SS, se konala mezi květnem 1938 a srpnem 1939 pod patronací Třetí Říše.
Vůdcem expedice byl zoolog, lovec a příslušník SS Ernst Schäfer. Schäfer podnikl již několik cest do Asie, zejména pak do Číny. Rovněž se účastnil již dvou výprav do Tibetu, a to v letech 1931 a 1934–1935. V polovině třicátých let byl povolán do nacistického Německa, kde se v červnu 1936 se setkal s Heinrichem Himmlerem, který jej pověřil přípravou a následným vedením expedice na tibetské území. Himmler si od expedice sliboval zejména podporu Ahnenerbe, nacistické pseudovědecké instituce pro studium duchovní kultury dávných předků. Rovněž tím chtěl podepřít teorii Hanse F. K. Günthera, podle které dávní Árjové kolem roku 2000 př. n. l. dobyli většinu Asie včetně Japonska a Číny a že i Gautama Buddha byl árijský potomek nordické rasy.
Schäfer proto začal připravovat expedici. Za členy expedice vybral hlavně mladé a urostlé muže, kteří měli fyzické předpoklady pro překonání tak náročné cesty. Mezi členy výpravy patřili např. 24letý geolog Karl Wienert, technik Edmund Geer stejného věku, 38letý filmař a entomolog Ernst Krause a 26letý antropolog Bruno Beger. Výdaje expedice byly hrazeny z různých veřejných i soukromých zdrojů včetně samotné SS.
Expedice se na cestu vydala na jaře 1938. Měla namířeno do sikkimského Gangtoku, kde členové výpravy sestavili karavanu čítající nosiče, tibetské překladatele a 50 mezků. Karavana se vydala na cestu 21. června 1938. Cestou vědecká část členů prováděla různá měření a sběr biologických vzorků. Koncem roku skupina vstoupila na území Tibetu, Lhasy dosáhla 19. ledna 1939. Členové expedice strávili ve Lhase dva měsíce, během nichž pořizovali fotografie i filmové záběry a sbírali informace o zemědělství, kultuře, náboženství apod. Po odchodu ze Lhasy skupina zamířila do údolí řeky Jarlung, kde mimo jiné navštívili i Jumbulagang. Odtud pak pomalu zamířili zpět do Indie. Z cesty si odnesli až 2000 fotografií, množství nejrůznějšího biologického materiálu (vzorky rostlin, exempláře živočichů apod.) a množství zeměměřičských a antropologických údajů (zejména údaje o velikosti lebek Tibeťanů, které měly podložit pseudovědecké teorie společnosti Ahnenerbe o předcích Árjů).
Schäfer přijel do Mnichova 4. srpna 1939, kde byl přivítán samotným Himmlerem. Kvůli nadcházející válce vyšly Schäferovy zápisky o této výpravě až v roce 1950, a to pod názvem Festival of the White Gauze Scarves: A research expedition through Tibet to Lhasa, the holy city of the god realm.